# Boulevard Anspach
Boulevard Anspach (französisch) oder Anspachlaan (niederländisch) ist ein Boulevard in der Innenstadt von Brüssel, Belgien.

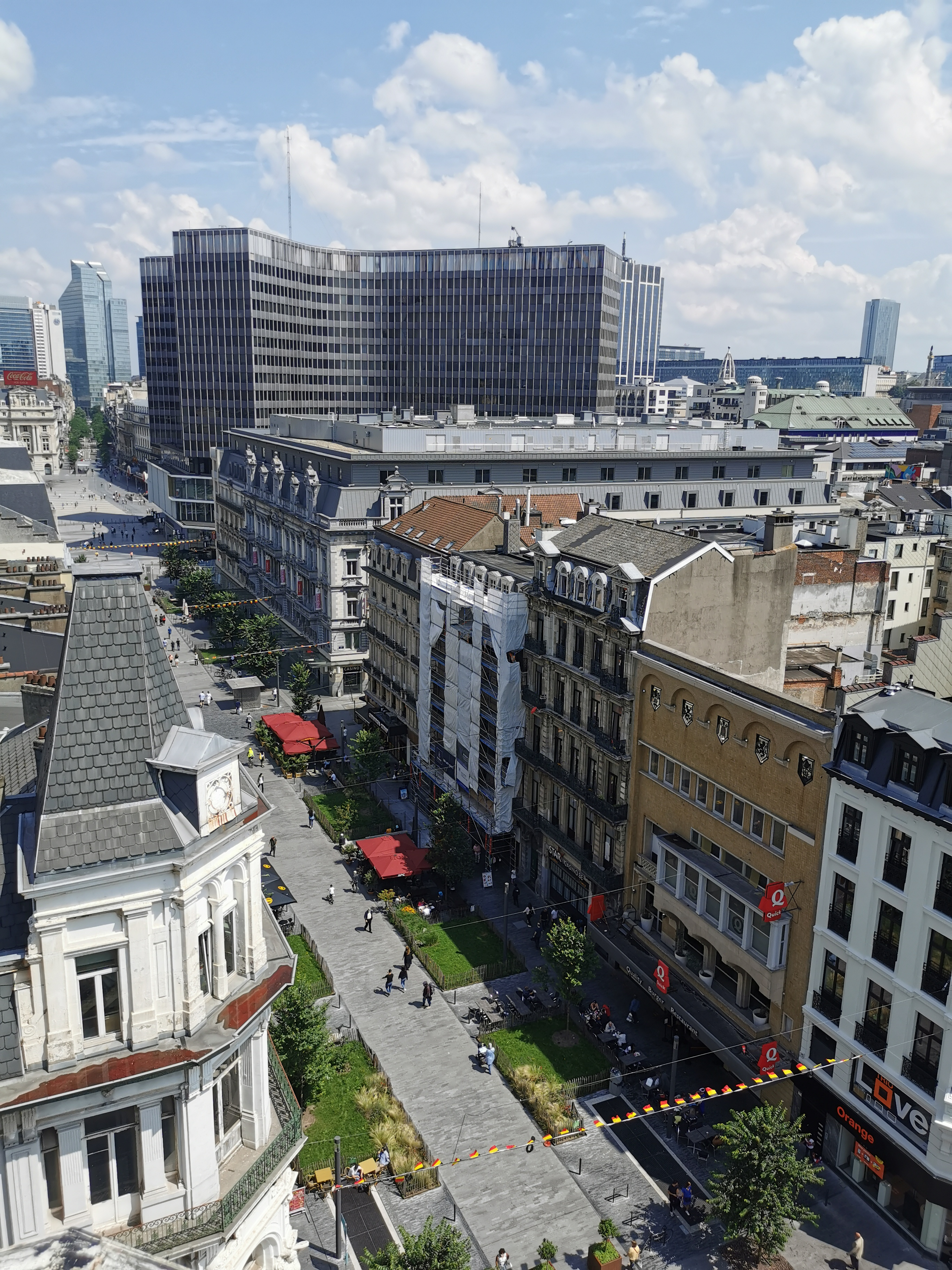
Blick auf den Boulevard Anspach vom ehemaligen Actiris-Gebäude

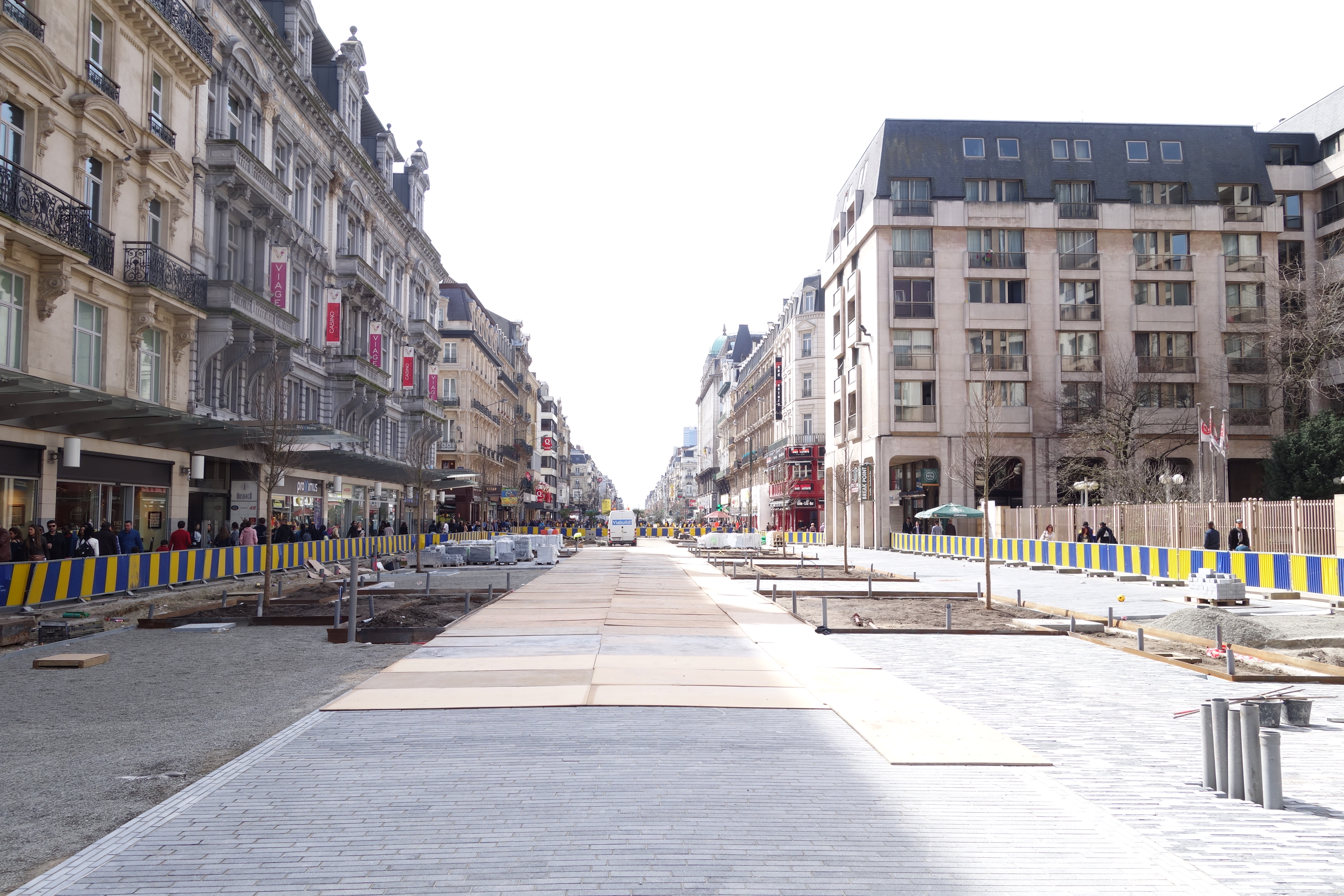
Der Boulevard Anspach während der Umbauarbeiten zur Fußgängerzone im Jahr 2018

Der Boulevard Anspach verbindet den Place de Brouckère (de Brouckèreplein) mit dem Place Fontainas (Fontainasplein). Er ist nach Jules Anspach benannt, einem ehemaligen Bürgermeister Brüssels. Vor 1879 hieß er Boulevard Central. Er wurde über die Senne gebaut, der Fluss wurde kanalisiert. Viele Sehenswürdigkeiten liegen am Boulevard Anspach, zum Beispiel die Brüsseler Börse und die Konzerthalle Ancienne Belgique, sowie viele Geschäfte und Restaurants.
Entsprechend dem (niederländischsprachigen) Motto „De voetganger wordt koning“ („Der Fußgänger wird König“) wurde der Boulevard Anspach ab Juni 2015 provisorisch in eine Fußgängerzone umgewandelt; der definitive Ausbau war für 2017/2018 vorgesehen. Der Boulevard Anspach und einige umliegende Straßen bilden gemeinsam mit dem Großen Markt und angrenzenden Gassen einen großen Fußgängerbereich.